# Chorthippus burripes
Chorthippus burripes är en insektsart som beskrevs av Zheng, Z. och De-Yu Xin 1999. Chorthippus burripes ingår i släktet Chorthippus och familjen gräshoppor. Inga underarter finns listade i Catalogue of Life.